# David Aardsma
David Allan Aardsma (Denver, 27 dicembre 1981) è un ex giocatore di baseball statunitense.
Attualmente lavora per la franchigia dei Toronto Blue Jays della Major League Baseball (MLB). Con la Rice University, vinse le College World Series.

## Minor League (MiLB)
Aardsma venne selezionato al primo giro del draft amatoriale del 2003 come 22a scelta assoluta dai San Francisco Giants. Nel 2005 iniziò a giocare nella Eastern League doppio A con i Norwich Navigators finendo con 6 vittorie e 2 sconfitte, 2,93 di ERA in 9 partite di cui 8 da partente. Successivamente giocò nella Southern League doppio A con i West Tenn Diamond Jaxx finendo con 4 vittorie e una sconfitta, 3,91 di ERA e 2 salvezze in 33 partite di cui 3 da partente. Nel 2006 passò nella Pacific Coast League (PCL) triplo A con i Iowa Cubs finendo con 2 vittorie e 3 sconfitte, 3,22 di ERA e 8 salvezze in 29 partite.
Nel 2007 giocò nella International League (INT) triplo A con i Charlotte Knights finendo con 3 vittorie e 2 sconfitte, 4,33 di ERA e 15 salvezze in 28 partite. Nel 2008 nella (INT) con i Pawtucket Red Sox giocò solo 2 partite finendo con 0,00 di ERA.
Nel 2011 giocò nella (PCL) con i Tacoma Rainiers finendo con nessuna vittoria e una sconfitta, 15,75 di ERA in 5 partite. Nel 2012 giocò 3 partite nella Gulf Coast League rookie con i GCL Yankees finendo con 0,00 di ERA. Successivamente giocò nella New York-Penn LeagueA breve stagione con i Staten Island Yankees finend con nessuna vittoria e una sconfitta, 27,00 di ERA in una sola partita da partente. Infine giocò una partita da partente nella Florida State League singolo A avanzato con i Tampa Yankees finendo con 0,00 di ERA.
Nel 2013 giocò nella (PCL) con i New Orleans Zephyrs finendo con una vittoria e nessuna sconfitta, 2,57 di ERA in 10 partite. Il 20 maggio passò con i Las Vegas 51s dove chiuse con 1,13 di ERA e 3 salvezze su 3 opportunità in 8 partite.

## Major League (MLB)

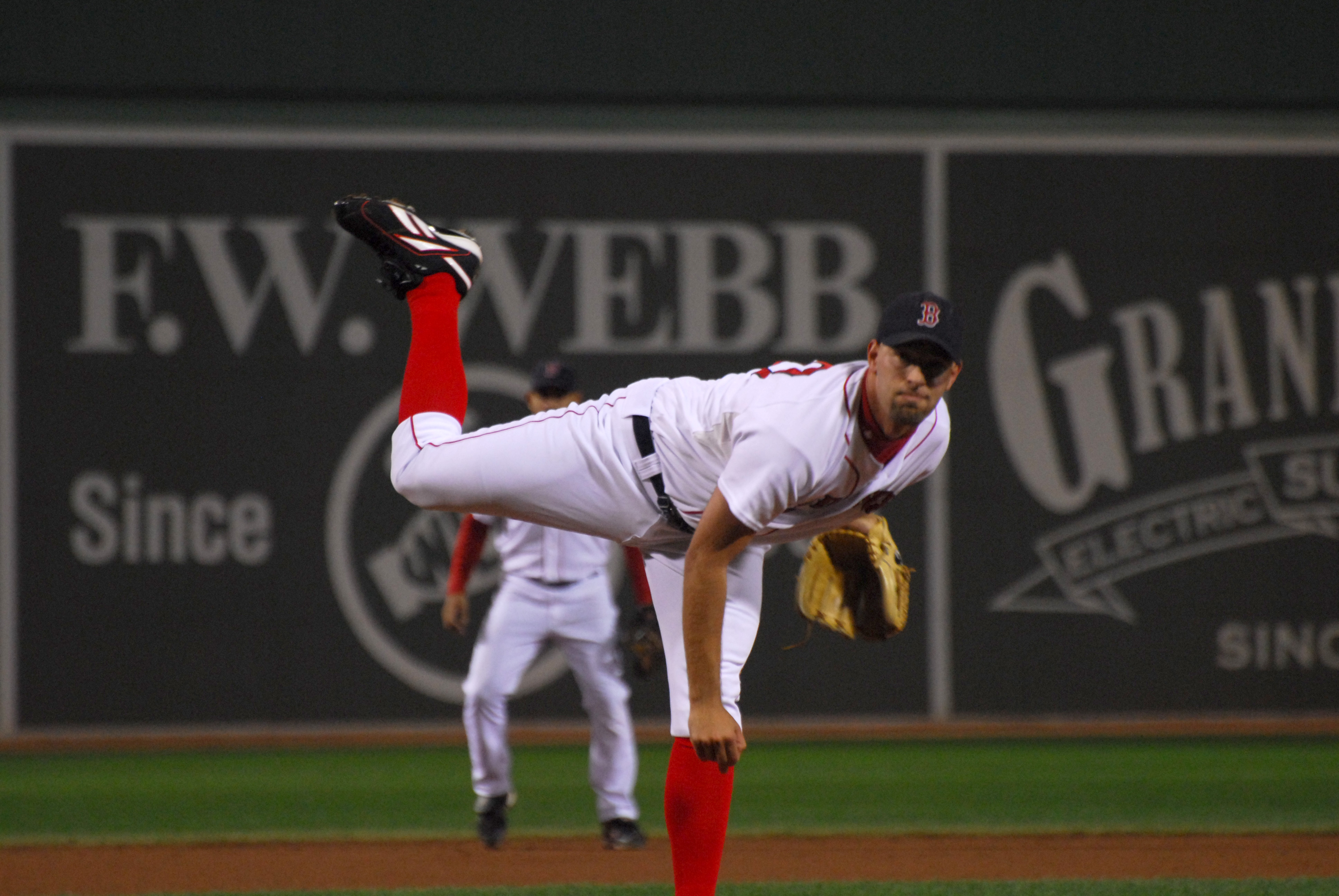
Aardsma con i Red Sox nel 2008.

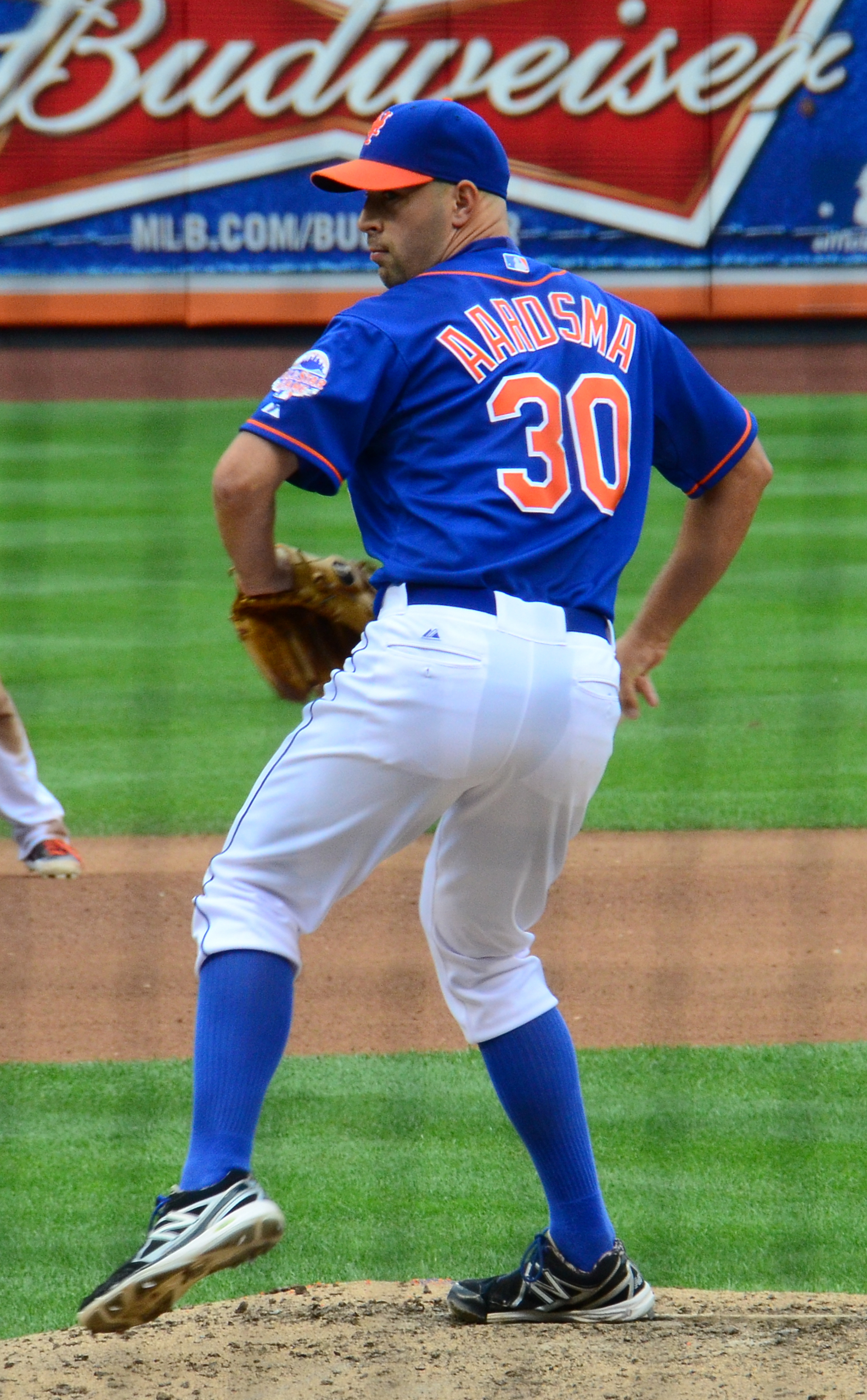
Aardsma con i Mets nel 2013.

### San Francisco Giants (2004-2005)
Firmò un contratto del valore di 300 000 dollari con i Giants. Debuttò nella MLB il 6 aprile 2004, al Minute Maid Park di Houston contro gli Houston Astros. Chiuse la stagione con una vittoria e nessuna sconfitta, 6,75 di ERA e nessuna salvezza su una opportunità in 11 partite.

### Chicago Cubs (2006)
Il 28 maggio del 2005 venne preso insieme a Jerome Williams in scambio di LaTroy Hawkins e soldi. Chiuse la stagione con 3 vittorie e nessuna sconfitta, 4,08 di ERA in 45 partite.

### Chicago White Sox (2007)
Il 16 novembre 2006 venne preso insieme a Carlos Vásquez in scambio di Neal Cotts, firmò un contratto annuale del valore di 387 500 dollari. Chiuse la stagione con 2 vittorie e una sconfitta, 6,40 di ERA e nessuna salvezza su 3 opportunità in 25 partite.

### Boston Red Sox (2008)
Il 28 gennaio 2008 venne preso dai Red Sox in scambio di Willy Mota e Miguel Socolovich, firmò un contratto annuale del valore di 403 250 dollari. Finì con 4 vittorie e 2 sconfitte, 5,55 di ERA e nessuna salvezza su una opportunità in 47 partite.

### Seattle Mariners (2009-2011)
Il 20 gennaio 2009 venne preso dai Mariners in scambio di Fabian Williamson, nella sua prima stagione finì con 3 vittorie e 6 sconfitte, 2,52 di ERA e 38 salvezze (4° in tutta l'American League) su 42 opportunità in 73 partite (7° in tutta la AL). Nel 2010 firmò un contratto biennale del valore di 7 250 000 dollari, finì con nessuna vittoria e 6 sconfitte, 3,44 di ERA e 31 salvezze (7° in tutta la AL) su 36 opportunità in 53 partite.

### New York Yankees (2012)
Il 22 febbraio 2012 dopo esser diventato free agent firmò un contratto del valore di 500 000 con gli Yankees. Finì la stagione con una sola partita giocata e 9,00 di ERA.

### Miami Marlins e New York Mets (2013)
L'8 giugno 2013 scese in campo proprio contro i Miami Marlins per la prima volta con la maglia dei Mets. Chiuse la stagione con 2 vittorie e altrettante sconfitte, 4,31 di ERA e nessuno salvezza su 2 opportunità in 43 partite. Il 5 novembre divenne nuovamente free agent.

### Cleveland Indians e St. Louis Cardinals (2014)
Il 23 gennaio 2013 firmò con i Cleveland Indians che lo pubblicarono il 21 marzo. Non disputò nemmeno una partita in minor league con la squadra. Il 26 marzo Aardsma firmò con i St. Louis Cardinals. Terminò la stagione senza presenze in Major League.

### Los Angeles Dodgers e Atlanta Braves (2015)
Il 19 febbraio 2015 firmò con i Los Angeles Dodgers che lo pubblicarono il 4 luglio. Il 7 luglio firmò con gli Atlanta Braves, e il 23 agosto disputò la sua ultima partita in MLB. Venne svincolato dai Braves il 1º settembre.

### Toronto Blue Jays (2016)
Il 5 febbraio 2016 firmò con i Toronto Blue Jays, che lo pubblicarono il 23 maggio.

### Leghe indipendenti e ritiro (2017-2018)
Il 3 aprile 2017, Aardsma firmò con i Long Island Ducks della Atlantic League of Professional Baseball, una lega indipendente. Annunciò il ritiro dal baseball il 5 febbraio 2018.

## Vittorie e premi
- Nessuno

## Numeri di maglia indossati
- n° 33 con i San Francisco Giants (2004)
- n° 54 con i Chicago Cubs (2006)
- n° 57 con i Chicago White Sox (2007)
- n° 53 con i Boston Red Sox (2008)
- n° 53 con i Seattle Mariners (2009-2010)
- n° 35 con i New York Yankees (2012)
- n° 30 con i New York Mets (2013).
- n° 32 con i Atlanta Braves (2015).